# Marynśke
Marynśke (ukr. Маринське) – wieś na Ukrainie, w obwodzie chersońskim, w rejonie kachowskim, w hromadzie Hornostajiwka. W 2001 liczyła 512 mieszkańców, spośród których 494 wskazało jako ojczysty język ukraiński, a 18 rosyjski.